# Zaustavite Zemlju
Zaustavite Zemlju šesti je studijski album Prljavog kazališta. Gotovo sve pjesme na albumu su hitovi, a "Ruža hrvatska" je jedna od njihovih najpoznatijih pjesama. Vokal je Mladen Bodalec, a album je jedan od najbitnijih u njihovoj karijeri. Trajanje: 40:48.

## Popis pjesama
1. Zaustavite Zemlju (3:35)
2. Bježi ptico od mene (3:07)
3. ...mojoj majci (Ruža hrvatska) (5:10)
4. Marina (3:29)
5. Moj bijeli labude (4:49)
6. Prisluškuju nas susjedi (3:01)
7. Slaži mi (4:45)
8. 449 (Svaki put kad odlaziš) (5:54)
9. Budala malena (3:04)
10. Vlakovi (3:54)

## Izvođači
- ritam gitara - Jasenko Houra
- vokal - Mladen Bodalec
- solo gitara - Marijan Brkić
- bas gitara - Ninoslav Hrastek
- bubnjevi - Tihomir Fileš

## Gosti
- klavijature - Mato Došen
- saksofon - Željko Kovačević
- prateći vokal - Saša Kalafatović

## Produkcija
- producent - Marijan Brkić
- tonski snimatelj i koproducent - Nenad Zubak
- design - Ivica Rađa
- izvršni producent - Milan Škrnjug
- glazba i tekst - Jaseko Houra, osim 1. i 6., glazba Houra i Marijan Brkić
- aranžmani - Marijan Brkić